# Великая идея (Греция)

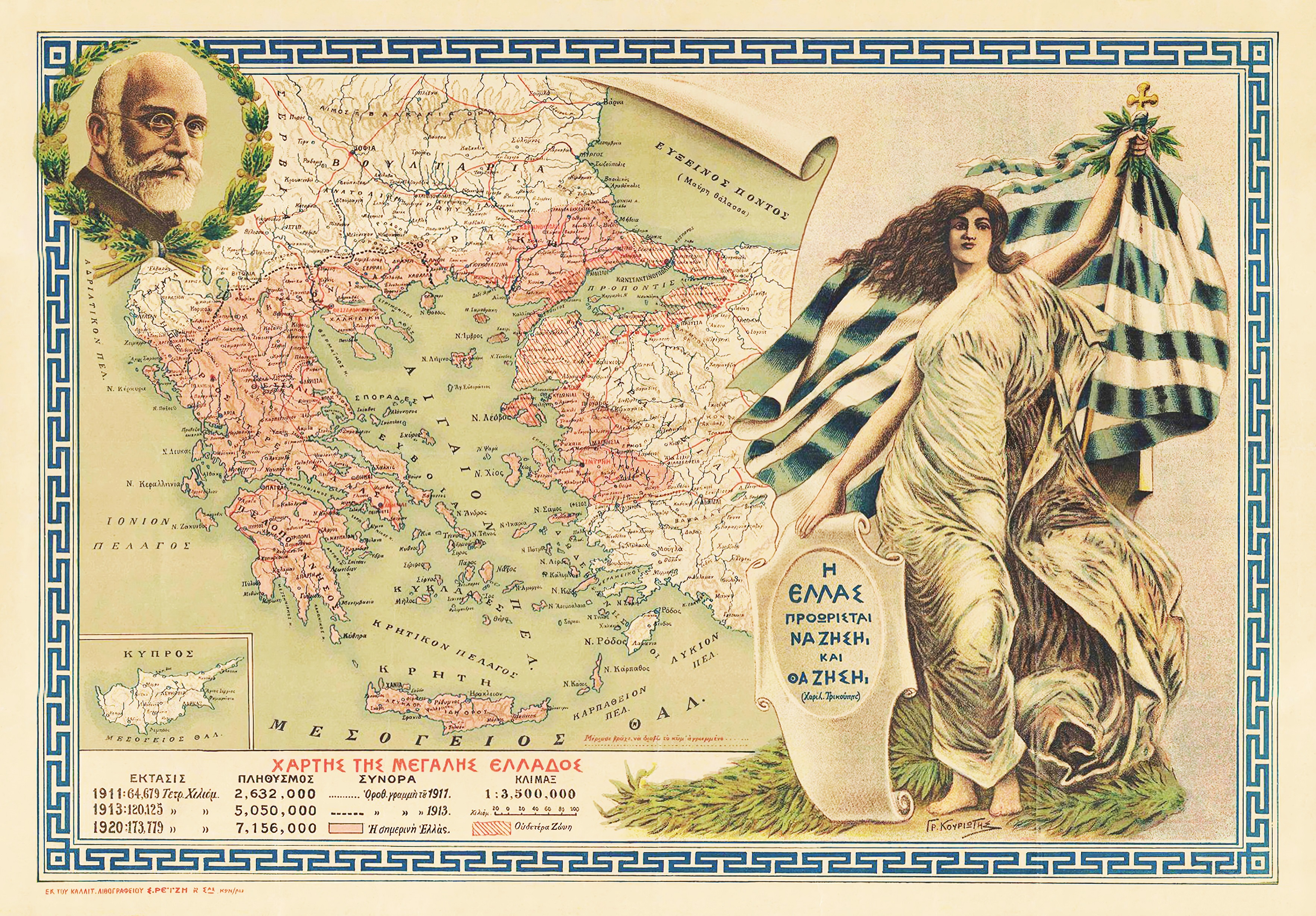
Карта Великой Греции (Μεγάλη Ἑλλάς) по Севрскому договору с изображением Элефтериоса Венизелоса

Вели́кая иде́я (греч. Μεγάλη Ιδέα, Мегали Идэа), Панэлленизм — ирредентистская концепция греков в период Османской Греции, подразумевавшая реставрацию Византии с центром в Константинополе. 
В среде греческой знати Константинополя (фанариотов) в XVIII—XIX веках её осуществление часто мыслилось посредством постепенной аккумуляции власти в Османской империи в руках греков, игравших видную роль в управлении и торговле империи. Термин Μεγάλη Ιδέα впервые прозвучал в речи премьер-министра Греции Иоанниса Колеттиса во время дебатов о Конституции, провозглашённой в 1844 году.
В более узком смысле может обозначать неудавшийся план аннексии Западной Анатолии и Восточной Фракии греческим государством под руководством Венизелоса.
Концепция использовалась в военно-политических планах России, в частности, в «греческом проекте» Екатерины II для образования Греческой империи.

## Истоки и смысл
Авторитетный британский историк-византинист Стивен Рансиман писал: «Мега́ли Иде́а, Великая идея греков восходит к эпохе до турецкого завоевания. Это была идея имперской судьбы греческого народа. Михаил VIII Палеолог выразил её в речи, которую он произнёс, когда услышал, что его войска освободили Константинополь от латинян, хотя он и называл греков ромэями. Во времена позднейших Палеологов вновь появляется слово „эллин“, но с осознанной интенцией соединения византийского империализма с культурой и традициями древней Греции».

## После падения Константинополя
Последнее греческое государство — Трапезундское царство прекратило своё существование в 1461 году. Первые успехи на пути к независимости греков от турок стали ощутимы только через 360 лет (к 1823 году). Постоянно стоял вопрос о судьбе оставшихся за пределами Греции христиан. Особенно болезненна была для греков участь утраченной столицы империи Константинополя. После резкого ослабления и распада Османской империи большинство новых Балканских государств стремилось воспользоваться возможностью расширить свои владения; к ним относилось и новообразованное Королевство Греция.

### Фанариоты
Фанариоты, составлявшие в Оттоманской империи сословие сравнительно (с остальным греческим населением) привилегированное, как правило, не выступали с революционно-освободительными инициативами; более того, глава христианского Рум-миллета — патриарх Константинопольский — в случаях восстаний христиан против Султана был вынужден осуждать и анафематствовать мятежников.
Среди фанариотов вплоть до начала XX века преобладало стремление к эволюционной трансформации Оттоманской империи в Византийскую путём занятия ключевых постов в государственном управлении, дипломатии, торговле и образовании.

### Образование независимой Греции
Греческая революция (1821—1829) получившая на последнем этапе поддержку европейских держав и в том числе Российской империи (с воцарением Николая I), привела к образованию независимого греческого государства, признанного в 1830 году. Такое положение вызвало стремление к воссоединению с греками не вошедших в независимую Грецию территорий: Эпира, Фессалии, Македонии, Фракии, Крита, Кипра, островов в Эгейском море, Константинополя, части Анатолии, а также Республики Ионических островов, являвшейся тогда протекторатом Великобритании.
Одним из следствий войны за независимость стал кардинальный подрыв привилегированного положения фанариотов в Османской империи, на которых теперь, как и на всех греков, смотрели с подозрением. В банковском деле и торговле бо́льший вес стали приобретать соответственно армяне и болгары.
Распространением эллинства теперь занялось правительство независимого Греческого Королевства. Министр Народного Просвещения Греции Никопулос учредил (1864) комиссию для изыскания средств к распространению эллинства вне королевства, сочувственно воспринятую греческой прессой в Стамбуле и других городах Османской империи.
Обозначилось серьёзное расхождение в политфилософских воззрениях между греками в Греции и греками в Османской империи. Российский дипломат князь Трубецкой описывал его следующим образом: «Если греки королевства называют себя преемниками древних эллинов, то греки, живущие в Турции, едва ли не с бо́льшим основанием считают себя потомками византийцев».

### Болгарская схизма
С половины 1850-х годов обострились отношения между болгарским населением Османской империи, стремившимся к обособлению от греков, и фанариотским руководством Вселенской патриархии, в церковной (а следственно, и гражданской) юрисдикции которого находились болгары как члены Рум-миллета. Кульминация конфликта последовала в сентябре 1872 года, когда созванный патриархией в Константинополе собор объявил Болгарский экзархат, недавно созданный на основании султанского фирмана, состоящим в расколе, обвинив болгар в «филетизме» (φυλετισμός, то есть преобладании племенного начала), каковой был признан ересью. Вокруг конфликта развернулась сложная международно-дипломатическая игра, ключевую роль в которой играло российское правительство, с 1860 года де-факто поддерживавшее болгар.
Консервативная русская газета «Московские ведомости» в 1872 году так трактовала мотивы греков:

«<…> Греки убеждены что разрывая единоверие со Славянами, они не только избегают мнимой опасности со стороны панславизма, но что немаловажнее по их мнению, привлекают к себе симпатии всей западной Европы и особенно Англии, которая вследствие этого из противницы сделается де защитницей эллинизма и его интересов. При таком взгляде на вещи, Греки с удовольствием также представляют себе выгоды союза с Турками, в который им желательно вступить после разрыва с Россией для обоюдной их защиты против Славян. Греки предлагают, однако, Туркам союз против панславизма не без условий. Они требуют для сего чтобы Турки разделили с ними власть в собственной Турции, так чтобы Греки в качестве господствующего народа занимали все государственные должности наравне с Турками. Как видите, условия союза предлагаемого Греками Туркам не менее оригинальны, чем политические соображения, на основании коих провозглашена схизма, и что Греки при всех допускаемых ими политических комбинациях имеют в виду свою великую идею, то есть превращение своего маленького королевства в великую империю. Они уверены, что если Турки примут союз с ними на вышеупомянутых условиях, то нынешняя Турецкая империя незаметно перейдёт, подобно Римской, в руки греческого народа».
Похожие мысли в связи со схизмой высказывал Константин Леонтьев, подписывавший свои письма в журнале «Русский вестник» Каткова псевдонимом «Н. Константинов из Царьграда»: «Грекам Турки на Босфоре нужны, как средство предохранительное от развития того панславистического государства, которого они так опасаются. Пока Турок на Босфоре, говорит себе теперь крайний Грек, панславизм невозможен; и нам бороться против него легче при существовании Турецкой империи в её нынешнем составе. Действовать против панславизма всеми путями в Константинополе даже несравненно легче, чем в Элладе». Однако Леонтьев, лично осведомлённый о ситуации в православных странах Оттоманской империи, где он состоял на дипломатической службе в течение ряда лет, в своих поздних работах резко критиковал «болгаробесие» русской общественности и правительства и осуждал болгар за отход от вселенского православия и вселенской Церкви. В своей работе «Плоды национальных движений на православном Востоке» Леонтьев восклицал: «Болгары в большинстве были против православной России во время этой племенной борьбы, столь бессовестно игравшей вековой святыней нашей. Передовые греки также были против нас и Православия, защищая его каноны только для вида, для отпора славянам. Кто же в эту тяжкую годину испытаний оставался верен не нам собственно (ибо мы этого и не стоили), но общим с нами основам? Остались верны этим основам, остались верны Православию, его древним правилам, его духу — только те самые греческие епископы турецко-подданные, которых у нас изловчились для отвода глаз звать какими-то „фанариотами“! Такими „фанариотами“ были и наш Филарет, и Димитрий Ростовский, и Стефан Яворский, и Сергий Чудотворец!»

### Русско-турецкая война 1877—1878
Греция прямо не принимала участия в войне 1877—1878 годов ввиду угроз со стороны Англии, хотя антитурецкие настроения общества заставили правительство вести военные приготовления. Греция также не была приглашена на Берлинский конгресс в качестве полноправного участника, хотя вопрос о греко-турецкой границе был в повестке конгресса, который рекомендовал Порте сделать Греции уступки в Фессалии. В марте 1881 года, под нажимом нового британского правительства Гладстона (прежнее правительство Дизраэли проводило откровенно протурецкую линию, согласную с настроениями королевы Виктории), Порта уступила Греции южную часть Фессалии и округ Арта в Эпире.
Кроме того, следствием войны для греков стала уступка Портой острова Кипр, который передавался под контроль Англии по заключённой 4 июня 1878 года секретной Кипрской конвенции — в обмен на поддержку Турции со стороны Англии на Берлинском конгрессе. Британская оккупация острова вскоре вызвала недовольство населения и рост панэллинистских настроений.

## После Первой мировой войны

### Греческая интервенция в Северном Причерноморье
В ноябре-декабре 1918 года, сразу после поражения Османской империи в Первой мировой войне и открытия союзниками Проливов, греческие войска под верховным французским командованием, следуя через Босфор, Дарданеллы и Чёрное море, высадились в Северном Причерноморье — в районах Одессы и Николаева.
В. Канторович утверждает, что границы древней Великой Греции включали в себя и Одессу, право на которую греки таким образом обосновывали. В городе и его окрестностях к 1918 году была значительная греческая колония, которая радостно и с воодушевлением встретила своих соотечественников.
Между тем Украинский поход греческой армии не был инициативой греческого правительства, а состоялся по просьбе Клемансо, который взамен обещал поддержать на мирной конференции греческие претензии в Малой Азии:266:362.
Нигде в греческих источниках не фигурируют претензии на Одессу.
По количеству военнослужащих (то есть штыков) греки имели большинство в коалиционной армии французской зоны Антанты на Юге России. Греческие войска составляли отдельный корпус, подчинявшийся французскому Верховному командованию. Значительная часть греческих войск в начале 1919 года обороняла от Красной армии район Николаева.
…
Часть [греческих войск] была направлена в Николаев; другая — осталась в Одессе. Экипировка была выдержана по последнему слову военной техники; почти все вооружены были автоматическими ружьями. В огромном количестве выгружались мулы и ослы. На них передвигался обоз, лёгкая артиллерия, пулемёты. Недоставало только верблюдов; впрочем, и появление двугорбых животных не поразило бы одесситов. Всё, что происходило, достаточно действовало на воображени.
К марту месяцу разъезды Григорьева появились в окрестностях Николаева и вступили в соприкосновение с греческими войсками. Когда в одесском порту выгружались части летательных машин, греки в панике бежали из Николаева, не выдержав натиска недисциплинированной, неорганизованной партизанщины. Греческое командование впоследствии взваливало всю вину за этот неудачный исход «обороны Николаева» на французское командование, оказавшееся будто не на высоте распорядительности. Печальная история, сильно поубавившая спеси греческим военачальникам, так и осталась необследованной…
Поражение под Николаевом в марте 1919 года стоило греческому корпусу несколько сот убитых и раненых. В руки красных перешли военные Николаевские судоверфи, крепость Очаков, Днепро-Бугский лиман и богатейшие интендантские склады русской армии на острове Березань.
Пребывание греческих войск в Новороссии описано, в частности, в произведениях А. Н. Толстого, К. Паустовского, пьесе Л. Славина и показано в фильме «Интервенция».
Закончилась греческая оккупация Юга России катастрофически быстрой одесской морской эвакуацией 4-6 апреля 1919 года, после которой греческая армия никогда более не занимала никакой части территории РСФСР, УССР, СССР либо России.

### «Великая идея» в Турции (операция Венизелоса)

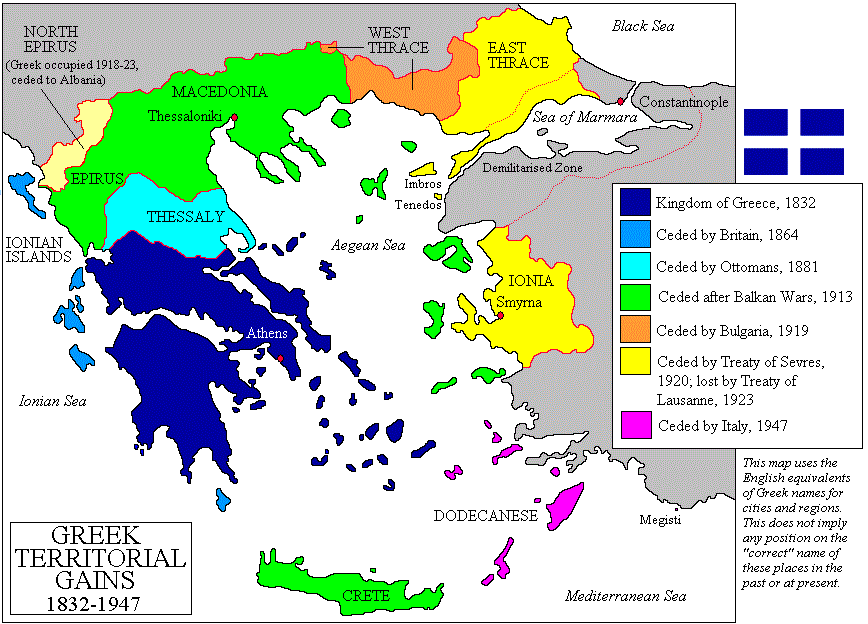

Поскольку Османская империя, выступившая на стороне Германии в Первой мировой войне, проиграла войну союзникам, к которым относилась и Греция, она вынуждена была заключить Севрский мирный договор (1920), по которому Греции переходил округ Измира с 70%-ным христианским большинством, а также практически вся Фракия, и Восточная и Западная. Поначалу Венизелосу удавалось умело лавировать между интересами нескольких западных держав. Однако, очень скоро их интересы столкнулись и стало очевидным их нежелание уступать Константинополь и стратегически важный регион проливов Греции, особенно из-за боязни российской агрессии. По этой причине зона проливов и Константинополь, провозглашённые международной зоной, остров Кипр (Великобритания) и архипелаг Додеканес (Италия) остались за пределами греческой территории. Тем не менее, факт перехода их под управление европейскими державами был облегчением для местного христианского населения.
На первом этапе деятельность Венизелоса, а также рост патриотизма греков, стремящихся завершить процесс энозиса (воссоединения всех греков в едином православном государстве), привёл к ощутимым результатам, хотя главная цель — аннексия Константинополя и присвоение ему статуса греческой столицы, так и не была достигнута.

### Поражение
Венизелос стремился доказать, что Греция сама способна взять под свой контроль регион проливов и Константинополь, и сразу согласился на оккупацию запада Малой Азии предложенной ему Антантой, по причине столкновения колониальных притязаний итальянцев на тот же регион с другими державами Антанты. Греческая армия высадилась в Измире и впоследствии по Севрскому миру запад Малой Азии отходил к Греции. Но союзники не перестали конфликтовать друг с другом и воспользовавшись поражением Венизелоса на выборах и приходом к власти короля Константина, известного в прошлом как друга Германии, стали один за другим предавать своего союзника и оказывать помощь турецкому правительству в Анкаре. В это же время мощная волна турецкой мобилизации под предводительством Ататюрка оказала греческим силам отпор и разгромила их, преследуя до самого Измира, где разразилась настоящая катастрофа.
Великая идея, таким образом, закончилась поражением Греции, геноцидом и депортацией основной массы 2-миллионного греко-христианского населения Анатолии.
В современной Греции ультраправая партия «Золотая заря» поддерживает возрождение Великой идеи.